# Приз имени Дж. Уолтера Кеннеди
Приз имени Дж. Уолтера Кеннеди (англ. J. Walter Kennedy Citizenship Award) — награда НБА, которая ежегодно вручается Ассоциацией профессиональных баскетбольных писателей (англ. Professional Basketball Writers Association) игроку, тренеру или персоналу клуба, проявившему себя в общественной и благотворительной деятельности. Награда вручается начиная с сезона 1974/75 и названа в честь второго комиссара[a] лиги Джеймса Уолтера Кеннеди, работавшего на этом посту с 1963 по 1975 год. Члены Ассоциации писателей номинируют игрока лиги, затем проходит голосование среди примерно 150 членов ассоциации. Игрок, набравший максимальное число голосов, получает награду. Награда, как правило, вручается человеку, который внёс наибольший благотворительный вклад в сообщество. Например, Кевин Гарнетт получил награду в 2006 году за предоставление 1,2 млн долларов США жертвам урагана Катрина.
Текущим обладателем титула является игрок «Нью-Орлеан Пеликанс» Си Джей Макколлум. С момента учреждения, награда была вручена 34 разным людям. Игроками «Детройт Пистонс» было получено больше всего наград — 5. Лишь однажды награда вручалась сразу двум игрокам — Майклу Куперу и Рори Спэрроу в сезоне 1985/86. Владе Дивац, Дикембе Мутомбо, Пау Газоль, Стив Нэш, Сэмюэл Далемберт и Луол Денг — обладатели титула, родившиеся за пределами США, Хосе Хуан Бареа родился на территории Пуэрто-Рико, жители которой являются гражданами США по рождению. Мутомбо единственный игрок, кто выиграл приз дважды. Френк Лейден и Джо О’Тул — единственные не игроки в списке награждённых. Лейден получил награду в сезоне 1983/84, когда был главным тренером «Юты Джаз». О’Тул получил награду в сезоне 1994/95, когда был тренером по физической подготовке в «Атланты Хокс».

## Победители
|           | Отмечены игроки, выступающие в НБА по сей день |
|           | Избраны в Зал славы баскетбола                 |
| Игрок (X) | Количество выигранных наград                   |

| Сезон      | Победитель          | Национальность | Команда                     |
| ---------- | ------------------- | -------------- | --------------------------- |
| 1974/75    | Уэс Анселд          | США            | Вашингтон Буллетс           |
| 1975/76    | Слик Уоттс          | США            | Сиэтл Суперсоникс           |
| 1976/77    | Дэйв Бинг           | США            | Вашингтон Буллетс           |
| 1977/78    | Боб Ленье           | США            | Детройт Пистонс             |
| 1978/79    | Келвин Мерфи        | США            | Хьюстон Рокетс              |
| 1979/80    | Остин Карр          | США            | Кливленд Кавальерс          |
| 1980/81    | Майк Гленн          | США            | Нью-Йорк Никс               |
| 1981/82    | Кент Бенсон         | США            | Детройт Пистонс             |
| 1982/83    | Джулиус Ирвинг      | США            | Филадельфия Севенти Сиксерс |
| 1983/84    | Фрэнк Лейден        | США            | Юта Джаз                    |
| 1984/85    | Дэн Иссел           | США            | Денвер Наггетс              |
| 1985/86[b] | Майкл Купер         | США            | Лос-Анджелес Лейкерс        |
| 1985/86[b] | Рори Спэроу         | США            | Нью-Йорк Никс               |
| 1986/87    | Айзея Томас         | США            | Детройт Пистонс             |
| 1987/88    | Алекс Инглиш        | США            | Денвер Наггетс              |
| 1988/89    | Тарл Бэйли          | США            | Юта Джаз                    |
| 1989/90    | Док Риверс          | США            | Атланта Хокс                |
| 1990/91    | Кевин Джонсон       | США            | Финикс Санз                 |
| 1991/92    | Мэджик Джонсон      | США            | Лос-Анджелес Лейкерс        |
| 1992/93    | Терри Портер        | США            | Портленд Трэйл Блэйзерс     |
| 1993/94    | Джо Думарс          | США            | Детройт Пистонс             |
| 1994/95    | Джо О'Тул           | США            | Атланта Хокс                |
| 1995/96    | Крис Дадли          | США            | Портленд Трэйл Блэйзерс     |
| 1996/97    | Пи Джей Браун       | США            | Майами Хит                  |
| 1997/98    | Стив Смит           | США            | Атланта Хокс                |
| 1998/99    | Брайан Грант        | США            | Портленд Трэйл Блэйзерс     |
| 1999/00    | Владе Дивац         | СР Югославия   | Сакраменто Кингз            |
| 2000/01    | Дикембе Мутомбо     | ДР Конго       | Филадельфия Севенти Сиксерс |
| 2001/02    | Алонзо Моурнинг     | США            | Майами Хит                  |
| 2002/03    | Дэвид Робинсон      | США            | Сан-Антонио Спёрс           |
| 2003/04    | Реджи Миллер        | США            | Индиана Пэйсерс             |
| 2004/05    | Эрик Сноу           | США            | Кливленд Кавальерс          |
| 2005/06    | Кевин Гарнетт       | США            | Миннесота Тимбервулвз       |
| 2006/07    | Стив Нэш            | Канада         | Финикс Санз                 |
| 2007/08    | Чонси Биллапс       | США            | Детройт Пистонс             |
| 2008/09    | Дикембе Мутомбо (2) | ДР Конго       | Хьюстон Рокетс              |
| 2009/10    | Самюэль Далемберт   | Канада         | Филадельфия Севенти Сиксерс |
| 2010/11    | Рон Артест          | США            | Лос-Анджелес Лейкерс        |
| 2011/12    | Пау Газоль          | Испания        | Лос-Анджелес Лейкерс        |
| 2012/13    | Кеннет Фарид        | США            | Денвер Наггетс              |
| 2013/14    | Луол Денг           | Великобритания | Кливленд Кавальерс          |
| 2014/15    | Джоаким Ноа         | Франция        | Чикаго Буллз                |
| 2015/16    | Уэйн Эллингтон      | США            | Бруклин Нетс                |
| 2016/17    | Леброн Джеймс       | США            | Кливленд Кавальерс          |
| 2017/18    | Хосе Хуан Бареа     | Пуэрто-Рико    | Даллас Маверикс             |
| 2018/19    | Дамиан Лиллард      | США            | Портленд Трэйл Блэйзерс     |
| 2019/20    | Малкольм Брогдон    | США            | Индиана Пэйсерс             |
| 2022/23    | Стеф Карри          | США            | Голден Стэйт Уорриорз       |
| 2023/24    | Си Джей Макколлум   | США            | Нью-Орлеан Пеликанс         |